# Amtsgericht Labes
Das Amtsgericht Labes war ein preußisches Amtsgericht mit Sitz in Labes, Provinz Pommern.

## Geschichte
In Labes bestand von 1849 bis 1879 die Gerichtsdeputation Labes des Kreisgerichts Greifenberg. Das königlich preußische Amtsgericht Labes wurde mit Wirkung zum 1. Oktober 1879 als eines von 14 Amtsgerichten im Bezirk des Landgerichtes Stargard im Bezirk des Oberlandesgerichtes Stettin gebildet. Der Sitz des Gerichtes war Labes. Sein Gerichtsbezirk umfasste den Kreis Regenwalde ohne die Teile, die den Amtsgerichten  Greifenberg und  Regenwalde zugeordnet sind. Am Gericht bestanden 1880 zwei Richterstellen. Das Amtsgericht war damit ein mittelgroßes Amtsgericht im Landgerichtsbezirk. Gerichtstage wurden in Wangerin gehalten.
Im Jahre 1945 wurden der größte Teil Pommerns, darunter der Sprengel des Amtsgerichtes Labes, unter polnische Verwaltung gestellt und die deutschen Bewohner vertrieben. Damit endete die Geschichte des Amtsgerichts Labes. Unter polnischer Verwaltung entstand das Sąd Rejonowy w Łobzie (1950–1975: Sąd Powiatowy w Łobzie).